# 兔形目
兔形目（學名：Lagomorpha）是哺乳动物的一个目，有两个科：兔科（Leporidae）和鼠兔科（Ochotonidae）。兔形目的学名源自古希腊语，由lagṓs（λαγώς， 即‘兔’，‘兔子的’）和morphē（μορφή，意为‘类型’或‘形态’）组成。
兔形目是哺乳动物中一个存在谱系归置困难的目。早期它被归属到啮齿目下，构成一个超科。后来发现兔形目跟啮齿类的之间存在趨同演化。建立兔形目与其他真兽各目之间的发生学关系是一个比较困难的问题，用分子生物学方法也得不到总结性的认识。根据兔形目的基因研究，可以近似地认为它的谱系地位介乎于奇蹄-偶蹄-鲸-食肉这一系与啮齿类这一系之间。很多迹象表明兔形目的原始形态很可能早在白垩纪就已经与别的真兽类产生显著差异。
最早的兔科动物出现在古新世的欧亚大陆，然而重要的辐射却发生在第三纪后期的北美大陆。在上新世达到鼎盛。鼠兔出现在渐新世的欧亚大陆腹地，也在上新世扩散到欧洲和北美。鼠兔的鼎盛期在中新世，其后转衰，其生态也发生了重大变化。中新世时候鼠兔的生境包括滨岸地带，而后萎缩至山地。导致鼠兔类衰落的原因迄今仍不明确。
兔类是演化时间跨度与持续度俱佳的动物。在中新世大草原时代兔进化出高齿冠牙，适应于草食。兔类总共产生了10个属，63个晚近种。Vaughan 认为兔形目没有产生适应辐射是和受到大型食草动物的生态排挤有关。

## 兔形目與囓齒目的主要區別
兔形目的上顎有兩組門齒，第二組門齒在第一組門齒正後方。囓齒目的上顎則只有一組門齒。換句話說，兔形目的上下顎共有6顆門齒，囓齒目則共有4顆門齒。

## 下属分类
本目包括以下科：
- 欧古兔属 Eurolagus †
- 宣南兽属 Hsiuannania †
- 高臼齿兔属 Hypsimylus †
- 卢氏兔属 Lushilagus †
- 沙漠兔属 Shamolagus †
- 兔科 Leporidae
- 鼠兔科 Ochotonidae
- Palaeolagidae
- Prolagidae
- Strenulagidae

科的地位未定的属：
- Annalagus Shevyreva, 1996
- Arnebolagus Lopatin & Averianov, 2008
- Brevilagus Zhang, 2001
- Dawsonolagus Li, Meng & Wang, 2007
- Ephemerolagus Vianey-Liaud & Lebrun, 2013
- Erenlagus Fostowicz-Frelik & Li, 2014
- Hispanolagus Janvier & Montenat, 1971
- Hypsopalaeolagus Averianov, 1999
- Ochotonolagus Gureev, 1960
- Palaeotapeti Spillmann, 1931
- Plicalagus Wu, Ye, Meng, Bi, Liu & Zhang, 1998
- Romanolagus Shevyreva, 1995
- Sericolagus Averianov, 1996
- Valerilagus Shevyreva, 1995

### 引用
1. ↑  Terry A. Vaughan: Mammalogy, 1st ed, 1972, ISBN 0-7216-9011-4.